# Barbara Keidel
Barbara Keidel (* 25. April 1939 in Berlin; † 21. Mai 2021 ebenda; auch Barbara Schoenholtz-Keidel) war eine deutsche Malerin in Berlin.

## Leben

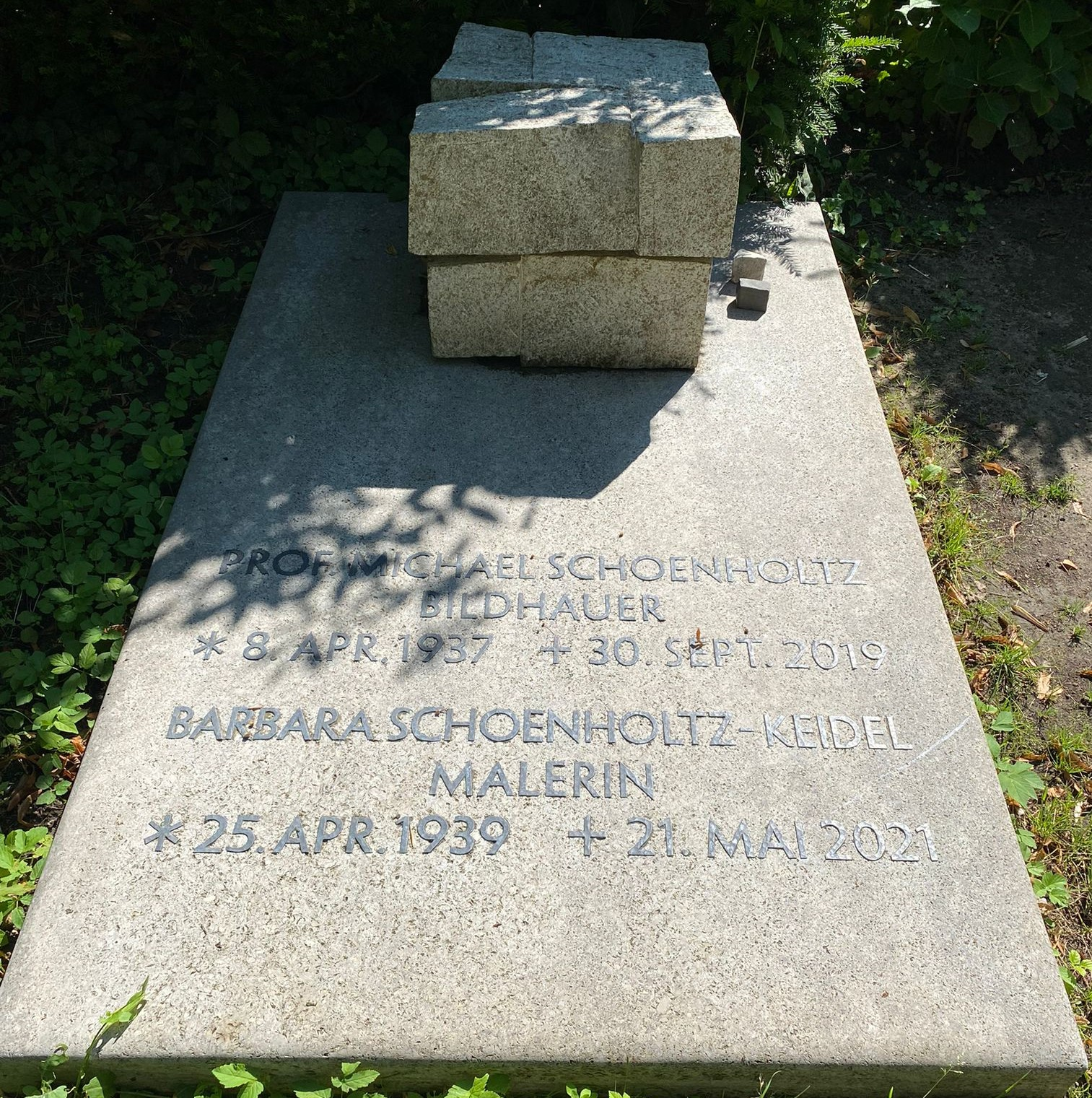
Grabstätte auf dem Friedhof Schöneberg III

Barbara Keidel studierte 1959 bis 1964 an der Hochschule der Künste in Berlin bei Ludwig Gabriel Schrieber, bei dem sie Meisterschülerin war und ihren späteren Mann Michael Schoenholtz kennenlernte. 1965 erhielt sie den Preis der Karl Hofer Gesellschaft.
Keidel war Mitglied im Deutschen Künstlerbund, der Neuen Gruppe in München, im Westdeutschen Künstlerbund und im Verein für Original-Radierung.
1996 erhielt sie den Lithografiepreis des Vereins für Original-Radierung in München und 1997 das Arbeitsstipendium der Villa Waldberta in Feldafing. 2008 war sie Lehrerin an der Chinesisch-Deutschen Kunstakademie in Hangzhou.
Sie war seit 1965 mit dem Bildhauer Michael Schoenholtz verheiratet, mit dem zusammen sie eine Tochter hatte. Sie ruht neben ihrem Mann auf dem Friedhof Schöneberg III.

## Werk
Barbara Keidel arbeitete in den 1960er und 1970er Jahren gegenständlich mit verfremdenden Farbkonstellationen in der Art der deutschen Pop Art. In den folgenden Jahrzehnten wurden ihre Bilder abstrakter, stärker auf Farbflächen reduziert, deren Farbigkeit sie aus der Naturbeobachtung jahreszeitlicher Stimmungen entwickelte.

„Eine sehr anregende Irritation erreicht Barbara Keidel durch ihre Vorliebe für nichtrechteckige Formate: Es gibt solche mit rundem oder ovalem Grundriss, vieleckige und übereckgestellte. Und es gibt Paravents, mehrteilige Bilder mit Vorder- und Rückseite, die, frei im Raum aufgestellt, eine Körperlichkeit haben, welche den Bildkompositionen, die gerade ausdrücklich in die Fläche komponiert sin, fehlt. Mit dieser Körperlichkeit erreichen die Bildkompositionen von Barbara Keidel einen anderen Realitätsgrad, der sich an der ausdrücklichen Flächigkeit der Darstellung reibt. Dazu kommt, dass die Bilder nur in Ausnahmefällen um ein gegenständliches Zentrum kreisen, dass in ihnen stattdessen die Mitte gerade leer bleibt, unbesetzt und unakzentuiert. Indem die Betonungen eher an den Bildrändern liegen, entsteht Spannung und die ganze volle Fläche wird aktiviert.“

In der Druckgrafik arbeitete sie vor allem in der Lithografie sowie den Hochdrucktechniken Holzschnitt und Linolschnitt.